# کمبل کریم‌بخش
کمبل کریم‌بخش، روستایی در دهستان کمبل سلیمان بخش مرکزی شهرستان چابهار در استان سیستان و بلوچستان ایران است.

## جمعیت
بر پایه سرشماری عمومی نفوس و مسکن در سال ۱۳۹۵، جمعیت این روستا برابر با ۶۴۳ نفر (۱۵۳ خانوار) بوده‌است.